# Google Chrome扩展程序
Google Chrome扩展程序是用来向Google Chrome添加或修改功能的浏览器扩展程序。  这些扩展程序使用HTML、JavaScript和CSS语言编写而成。 Google Chrome扩展程序可在Chrome网上应用店下载 （其前身为Google Chrome扩展程序中心。） ，截止于2010年2月，已发布了超过2200个扩展程序。  所有使用Google账户的用户均可在开发者提交扩展程序并审核通过后安装。

## Google Chrome 常用扩展程序
- uBlock Origin （页面存档备份，存于）：广告屏蔽。
- Adblock Plus[6]：广告屏蔽。
- Adblock for Chrome：广告屏蔽。
- smartUp手势 （页面存档备份，存于）：鼠标手势，用鼠标滑动来执行相应的操作，例如向下滑动就向下翻页。
- Proxy SwitchyOmega （页面存档备份，存于）：代理服务器管理。
- IE Tab （页面存档备份，存于）：可让 Chrome 使用 Internet Explorer 内核打开网页，使 Chrome 可正常展示仅对 Internet Explorer 浏览器友好的网站。IE Tab 官网 （页面存档备份，存于）
- Stylus （页面存档备份，存于）：通过安装各类 CSS 模板修改网页界面的用户样式管理器。
- Tampermonkey （页面存档备份，存于）：脚本语言管理器，用于改变网页界面。Tampermonkey 官网（页面存档备份，存于）
- OneTab （页面存档备份，存于）：可一键把多个标签页冻结以节省内存，制作标签页的列表。
- Infinity New Tab Pro （页面存档备份，存于）：优化新标签页面，添加壁纸，网站快捷访问图标。
- 右键搜：在右键菜单内添加多种搜索的快捷方式。
- 达达划词翻译 （页面存档备份，存于）：划词翻译
- 划词翻译 （页面存档备份，存于）：
- Dropbox （页面存档备份，存于）：
- Evernote Web Clipper （页面存档备份，存于）：
- Save to Pocket （页面存档备份，存于）：
- LINE it! （页面存档备份，存于）：
- HTTPS Everywhere （页面存档备份，存于）：在网站支持的前提下自动转用更安全的HTTPS连接访问网站。